# IC 1590
IC 1590 – młoda gromada otwarta znajdująca się w konstelacji Kasjopei w odległości około 10 tysięcy lat świetlnych od Ziemi. Została odkryta 31 października 1899 przez Guillaume Bigourdana. Gromada IC 1590 jest powiązana z mgławicą NGC 281.
Mała gromada IC 1590 składająca się z kilkuset gwiazd znajduje się w centrum mgławicy. Uformowała się ona zaledwie kilka milionów lat temu. Najjaśniejszym przedstawicielem tej gromady jest skrajnie gorąca gwiazda wielokrotna, której światło widzialne i promieniowanie ultrafioletowe jonizuje gaz w mgławicy, nadając mu poprzez potężny wiatr gwiazdowy wszędzie widoczną czerwoną poświatę. Globule Boka NGC 281 znajdują się bardzo blisko środka gromady IC 1590.